# Sitasti elementi
Sitasti elementi, kod vaskularnih biljaka to su specijalizirane stanice koje funkcioniraju u provođenju šećera. Tipično su povezani s parenhimom i često nekim sklerenhimom u uobičajenom tkivu poznatom kao floem (grč. phloe, kora, prema mjestu sekundarnog floema u unutarnjoj kori). Sitasti elementi su izdužene stanice koje imaju samo primarnu (1°) stijenku bez lignificirane 2° stanične stijenke. Ova primarna stijenka ima specijalizirane pore, koje su skupljene zajedno u područja sita. Svaka pora u području sita kontinuirana je rupa u 1° staničnoj stijenci koja je obložena supstancom koja se zove kaloza, polisaharid koji se sastoji od jedinica β-1,3-glukoze. Elementi sita su "poluživi" u zrelosti. Gube svoju jezgru i druge organele, ali zadržavaju endoplazmatski retikulum, mitohondrije i plastide. Poput trahearnih elemenata, sitasti elementi su orijentirani od kraja do kraja, tvoreći cjevasti kontinuum. Elementi sita funkcioniraju tako što provode otopljene šećere iz "izvora" bogatog šećerom u regiju siromašnu šećerom. Izvorne regije uključuju lišće, gdje se šećeri sintetiziraju tijekom fotosinteze, ili zrele organe za skladištenje, gdje se šećeri mogu osloboditi hidrolizom škroba.